# 버브
버브(The Verve)는 1989년 잉글랜드 맨체스터 위건에서 결성된 록 밴드이다. 초창기에는 스페이스 록과 슈게이징에 영향받은 사이키델릭한 사운드를 들려주었고 1997년 좀 더 대중적인 사운드를 가미하여 발표한 《Urban Hymns》 앨범과 수록곡 〈Bitter Sweet Symphony〉가 세계적으로 히트치면서 상업적으로도 큰 성공을 거두었다. 《Urban Hymns》 앨범을 끝으로 1999년 4월 해산을 발표했으나 2007년 6월에 영국의 BBC 라디오를 통해 원맴버 그대로의 재결합 소식이 알려졌다. 2007년 11월부터 재결합 기념 투어를 시작하였고 6개도시에서 발표된 공연은 티켓 발매 20분만에 모두 매진되었다. 2008년, 그들이 해산한 지 약 10년 만에 새로운 네 번째 정규 앨범을 발매했다.

## 구성원
- 리처드 애쉬크로프트(Richard Ashcroft) - 보컬, 기타
- 닉 맥케이브(Nick McCabe) - 리드 기타
- 사이먼 존스(Simon Jones) - 베이스
- 피터 솔즈베리(Peter Salisbury) - 드럼
- 사이먼 통(Simon Tong) - 기타, 키보드

## 음반 목록

### 정규 음반
- 《A Storm in Heaven》(1993년)
- 《A Northern Soul》(1995년)
- 《Urban Hymns》(1997년)
- 《Forth》(2008년)

### 컴필레이션 음반
- 《No Come Down》(1994년)
- 《This Is Music: The Singles 92-98》(2004년)

### EP
- 《Verve EP》(1992년)
- 《Voyager 1》(1993년)
- 《Five by Five (UH Promo)》(1997년)